# Saugon
Saugon es una comuna francesa, situada en el departamento de la Gironda y la región de Aquitania. Produce vino clasificado dentro de la AOC Blaye.

## Demografía
| 334 | 306 | 274 | 283 | 295 | 329 |
| Para los censos de 1962 a 1999 la población legal corresponde a la población sin duplicidades (Fuente: INSEE [Consultar]) |     |     |     |     |     |